# 凱特·蕭蘭
凱特·蕭蘭（英語：Cate Shortland，1968年8月10日—）是一位澳大利亞女導演、編劇，知名作品有《墮落飄零燕》、《少女洛荷》、《柏林綜合症》和《黑寡婦》。

## 早期經歷
凱特·蕭蘭生於澳大利亞新南威爾斯州特莫拉，畢業於澳洲廣播電視電影學校。

## 職業生涯
在製作數部獲獎短片之後，蕭蘭於2004年執導了電影處女作《墮落飄零燕》，影片成功參展第57屆戛納電影節注目單元。2005年，蕭蘭執導澳洲電視電影《寂靜》。第二部劇情長片《少女洛荷》於2012年在悉尼電影節首映。影片代表澳大利亞參選第85屆奧斯卡金像獎的奧斯卡最佳外語片獎，但未入圍。2015年，蕭蘭公佈正在製作第三部劇情長片《柏林綜合症》，影片根據同名小說改編，泰瑞莎·帕瑪主演，於2017年在柏林日舞影展首映。
2018年7月，蕭蘭確認執導漫威影業的電影《黑寡婦》。

## 個人經歷
蕭蘭改信猶太教。2009年與電影製作人托尼·克勞茲結婚，並領養兩個孩子。

## 影視作品
| 年度 | 電影片名       | 電影片名        | 備註 |
| 年度 | 中文名         | 英文名          | 備註 |
| ---- | -------------- | --------------- | ---- |
| 2004 | 《墮落飄零燕》 | Somersault      |      |
| 2006 | 《寂靜》       | The Silence     |      |
| 2012 | 《少女洛荷》   | Lore            |      |
| 2017 | 《柏林綜合症》 | Berlin Syndrome |      |
| 2021 | 《黑寡婦》     | Black Widow     |      |

## 資料來源
1. ↑  . festival-cannes.com.   [2009-12-03]. （原始内容存档于2012-10-10） （英语）.
2. ↑  .   [2019-03-14]. （原始内容存档于2018-07-13） （英语）.
3. ↑  . 2012-08-15  [2019-03-14]. （原始内容存档于2012-08-15） （英语）.
4. ↑  . Vogue.   [2012-09-07]. （原始内容存档于2012-09-09） （英语）.
5. ↑  Rohter, Larry. . The New York Times. 2013-02-04  [2019-03-14]. （原始内容存档于2013-02-06） （英语）.
6. ↑  Jagernauth, Kevin. .   [2015-09-23]. （原始内容存档于2015-10-19） （英语）.
7. ↑  Debruge, Peter. .   [2016-12-01]. （原始内容存档于2016-12-01） （英语）.
8. ↑  Kit, Borys. . The Hollywood Reporter. 2018-07-12  [2018-07-12]. （原始内容存档于2018-07-12） （英语）.
9. ↑  . The Sydney Morning Herald.   [2019-03-14]. （原始内容存档于2016-02-03） （英语）.
10. ↑  George, Sandy. .   [2019-03-14]. （原始内容存档于2017-02-12） （英语）.
11. ↑  Tinkham, Chris. .   [2019-03-14]. （原始内容存档于2018-06-23） （英语）.

## 外部鏈接
- Cate Shortland's Agent（页面存档备份，存于）
- 凱特·蕭蘭在互联网电影资料库（IMDb）上的資料（英文）
- Shortland, Cate (1968–)（页面存档备份，存于） in The Encyclopedia of Women and Leadership in Twentieth-Century Australia